# Gustavo Busatto
Gustavo Busatto (Arroio do Tigre, 23 ottobre 1990) è un calciatore brasiliano, portiere del CSKA Sofia.

## Palmarès

### Club

#### Competizioni statali
- Campionato Potiguar: 1

América de Natal: 2015

#### Competizioni nazionali
- Coppa di Bulgaria: 1

CSKA Sofia: 2020-2021